# Zingiber macradenium
Zingiber macradenium är en enhjärtbladig växtart som beskrevs av Karl Moritz Schumann. Zingiber macradenium ingår i släktet Zingiber och familjen Zingiberaceae. Inga underarter finns listade i Catalogue of Life.

## Bildgalleri

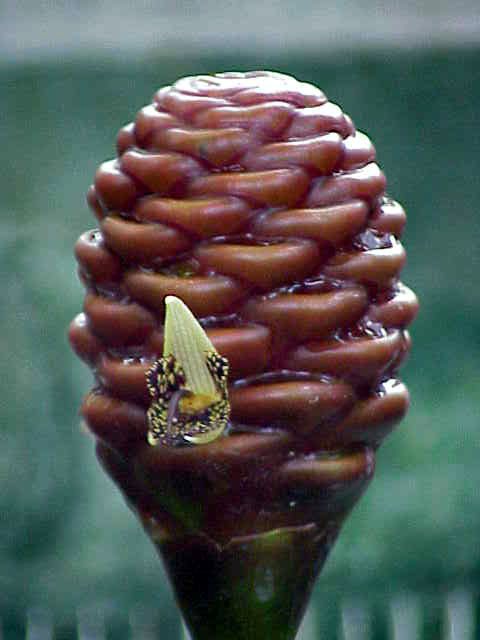
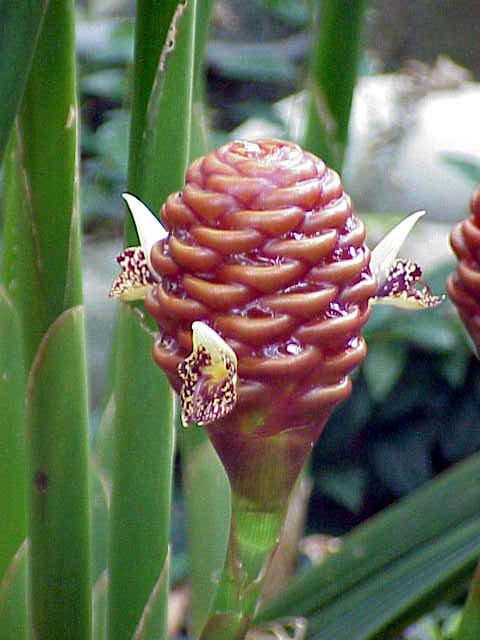